# Étrier à solive

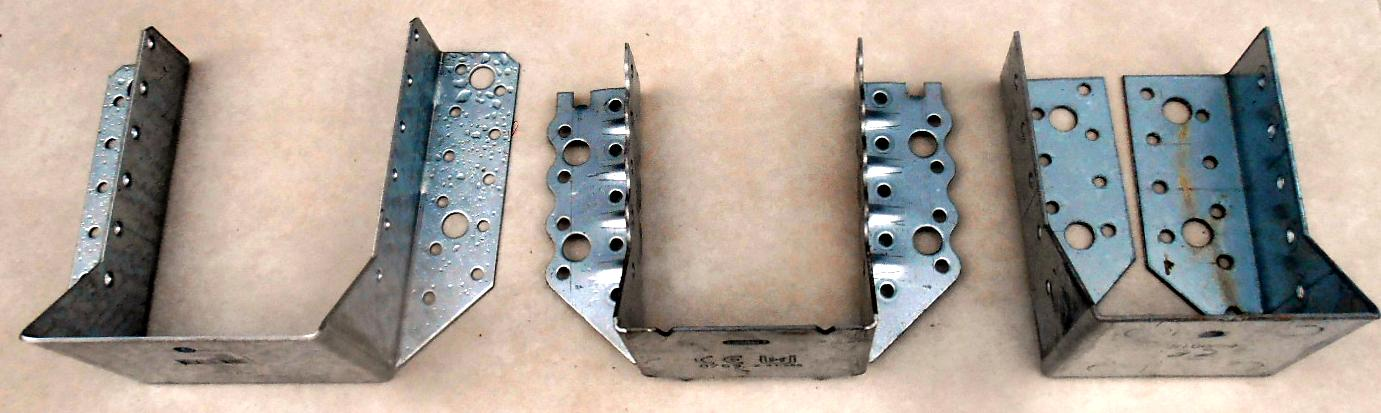
Étriers.

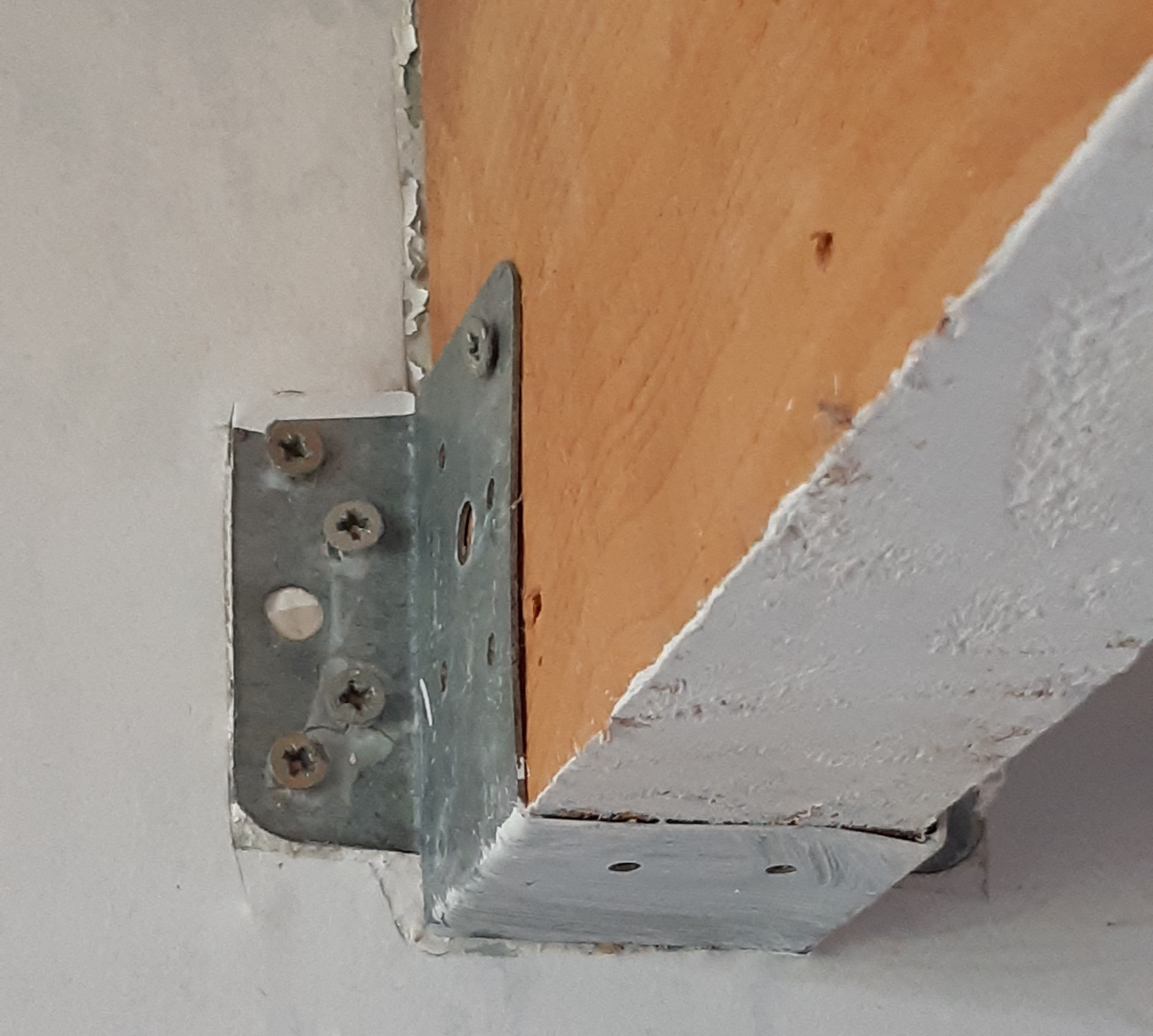
Sabot connectant une solive au mur.

Les sabots ou étrier, ou étrier à solive sont en charpenterie des connecteurs qui permettent de raccorder des éléments d'ossature bois, ou de fixer des solives sur un mur. Le sabot est utilisé soit pour assembler deux poutres à angle droit, soit pour faire porter la charge du plancher sur le mur lorsque la solive ne rentre pas dans ce dernier pour appuyer dessus directement.
Il existe des sabots à ailes extérieures, aux fixations accessibles, et des sabots à ailes intérieures, plus discrets que les premiers et préférés dans les montages apparents.